# Conflans-Sainte-Honorine (tổng)
Tổng Conflans-Sainte-Honorine là một tổng của Pháp, tọa lạc tại tỉnh Yvelines trong vùng Île-de-France của Pháp.

## Phân chia hành chính
Tổng Conflans-Sainte-Honorine có các xã: 
- Conflans-Sainte-Honorine: 33 322 dân, thủ phủ của tổng.